# NGC 6055
NGC 6055 је спирална галаксија у сазвежђу Херкул која се налази на NGC листи објеката дубоког неба.
Деклинација објекта је + 18° 9' 34" а ректасцензија 16h 5m 32,7s. Привидна величина (магнитуда) објекта NGC 6055 износи 14,1 а фотографска магнитуда 15,0. NGC 6055 је још познат и под ознакама UGC 10191, MCG 3-41-101, CGCG 108-123, DRCG 34-121, PGC 57076.